# Xパテント

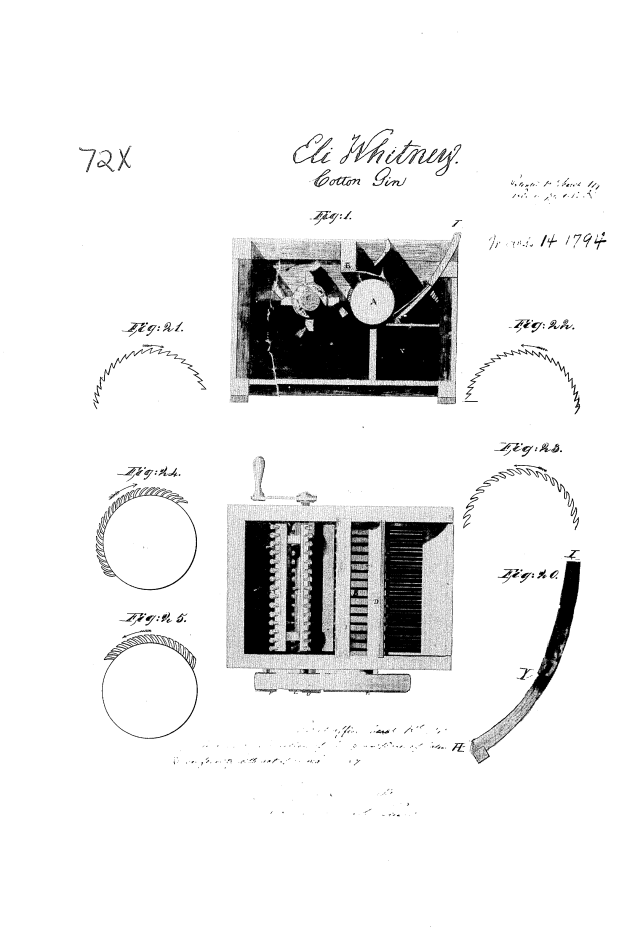
Xパテント番号72であるイーライ・ホイットニーの綿繰り機

Xパテント(X-Patent)は、1790年7月（最初に米国特許が登録されたとき）から1836年7月までに米国特許商標庁により登録された全ての特許である。実際の数は不明であるが最も正確な推定値は9,957である。記録は1836年12月に一時保管中に火事で焼失した。当時の政府は写しや名簿を作成しておらず、コレクションを再構築するためには発明者の写ししか残されていなかった。

## USPTOと黎明期
米国特許委員会(Patent Commission of the U.S)は1790年に設立された。最初の3人のメンバーは国務長官のトーマス・ジェファーソン、陸軍長官のヘンリー・ノックス、司法長官のエドムンド・ランドルフであった。
1790年7月31日、発明者のサミュエル・ホプキンスは米国で初めて特許を取得した。彼が取得した特許は彼が特許を取得した発明は「新たな装置及び過程によるカリの製造」の改良であった。黎明期の特許法では、発明の機能するモデルをミニチュアで作成する必要があった。
1793年に特許法が初めて改正され、30ドルの手数料で特許が取得できる簡単な登録制度が採用された。特許委員会は国務省の書記に取って代わられた。国務長官のジェームズ・マディソンは国務省内に別組織の特許庁を設立し、1802年5月にウィリアム・ソーントンを初代長官に任命した。
特許庁1812年の米英戦争中のワシントンDCへのイギリスの侵略から残った唯一の主要な政府の建物であった。これは同じ建物で楽器を作っていたウィリアム・ソーントンの功績によるものである。彼は英国の将校にもし特許が焼失すれば人類の共有する知的記録を破壊することになるだろうと説得した。

## 1836年の火災
1836年の特許庁の火災は、12月15日に新しい（より耐火性の高い）施設の建設中に特許が一時保管されていたときに発生した。

## Xパテントの回復
アメリカ合衆国議会は火災の後、失った特許の再登録を支援する法律をすぐに可決した。約2,800件の特許を回復でき、1,989件がオンラインで見られる。
火災の5か月前まで米国独鈷には番号が付与されておらず、タイトルと日付で識別されていた。今日でも使用されているシリアル番号システムで番号1が付与された最初の特許は1836年7月13日に登録されたものである。回復された特許も1から番号が付与されているが、これらの番号にはXが加えられている。Xは最初の特許には先頭に追加されているが、通常番号の末尾に追加される。そのため、これらはXパテントと呼ばれる。
特許が回復され、再登録されたとき、USPTOは正しい順序を維持するために分数（例えば1818年6月2日に登録された2960½Xや1835年3月27日に登録された8736¾X）が付与されることがあった。全てではないが、分数が付与された特許はほとんどXパテントである。
最新のXパテントは、2004年にダートマス大学のアーカイブから回復された。見つかった14個のうち、10個はSamuel Moreyに与えられたもので、内燃機関に関する最初の知られる特許が含まれていた。

## いくつかのXパテント
| 番号  | 発明                     | 発明者         | 日付              | リンク                       | 脚注                         |
| ----- | ------------------------ | -------------- | ----------------- | ---------------------------- | ---------------------------- |
| X1    | Potash production        | Samuel Hopkins | July 31, 1790     | アメリカ合衆国特許第 X1号    | 最初の米国特許               |
| X72   | Cotton Gin               | Eli Whitney    | March 14, 1794    | アメリカ合衆国特許第 X72号   | 革命的な綿花栽培・繊維産業   |
| X4378 | Gas Or Vapor Engine      | Samuel Morey   | April 1, 1826     | アメリカ合衆国特許第 X4378号 |                              |
| X9000 | Grate                    | N. Winslow     | July 2, 1836      | アメリカ合衆国特許第 X9000号 |                              |
| X9430 | Improvement in Fire-Arms | Samuel Colt    | February 25, 1836 | アメリカ合衆国特許第 X9430号 | 回転式拳銃の歴史上重要な特許 |
| X9899 | Brick Machine            | C. Waterman    | July 2, 1836      | アメリカ合衆国特許第 X9899号 |                              |
| X9894 | Plow Moldboard           | I. Snider      | July 2, 1836      | アメリカ合衆国特許第 X9894号 |                              |
| X9893 | Lock                     | A. Roff        | July 2, 1836      | アメリカ合衆国特許第 X9893号 |                              |
| X9890 | Thrashing Mach.          | A. Parson      | July 2, 1836      | アメリカ合衆国特許第 X9890号 |                              |
| X9889 | Cook Stove               | W. Parmalee    | July 2, 1836      | アメリカ合衆国特許第 X9889号 |                              |
| X9887 | Plow                     | T. Miller      | July 2, 1836      | アメリカ合衆国特許第 X9887号 |                              |
| X9886 | Dressing Stares          | C. McGregory   | July 2, 1836      | アメリカ合衆国特許第 X9886号 |                              |
| X9885 | Cotton Gin               | J. McCreight   | July 2, 1836      | アメリカ合衆国特許第 X9885号 |                              |
| X9884 | Door Lock                | J. Mo Clory    | July 2, 1836      | アメリカ合衆国特許第 X9884号 |                              |
| X9882 | Clover Huller            | W. Loomis      | July 2, 1836      | アメリカ合衆国特許第 X9882号 |                              |
| X9879 | Feather Dresser          | F.P.Knowlton   | July 2, 1836      | アメリカ合衆国特許第 X9879号 |                              |
| X9878 | Platform Balance         | J. Horton      | July 2, 1836      | アメリカ合衆国特許第 X9878号 |                              |
| X9877 | Nail Extractor           | R. Haynes      | July 2, 1836      | アメリカ合衆国特許第 X9877号 |                              |
| X9876 | Cotton Press             | H.G. Guyon     | July 2, 1836      | アメリカ合衆国特許第 X9876号 |                              |
| X9875 | Cook Stove               | C. Granger     | July 2, 1836      | アメリカ合衆国特許第 X9875号 |                              |